# Boursinia oxygramma
Boursinia oxygramma là một loài bướm đêm trong họ Noctuidae.